# Olsen-banden i Jylland
Olsen-banden i Jylland är en dansk komedifilm i regi av Erik Balling som hade premiär den 8 oktober 1971. Det är den tredje filmen i filmserien om Olsen-ligan. I huvudrollerna ses Ove Sprogøe, Morten Grunwald och Poul Bundgaard.

## Handling
Egon Olsen har lyckats få tag på en gammal karta som visar var en tysk nazigeneral har gömt en skatt i en gammal kommandobunker på Jylland. Han lyckas få Benny och Kjeld att delta i skattjakten, och under resan stöter de även på en del fiender.

## Om filmen
Handlingen i filmen var inspiration till den norska Olsenbanden och guldskatten från 1972.

## Rollista (i urval)
- Ove Sprogøe - Egon Olsen
- Morten Grunwald - Benny Frandsen
- Poul Bundgaard - Kjeld Jensen
- Kirsten Walther - Yvonne Jensen
- Jes Holtsø - Børge Jensen
- Helle Virkner - Karen
- Willy Rathnov - Rico
- Karl Stegger - Mads "Femøre" Madsen
- Preben Kaas - Betterøv
- Peter Steen - löjtnant
- Benny Hansen - menig '667345'
- Ernst Meyer - tankpassagerare på Själland
- Gunnar Strømvad - chaufför[3]